# Cynorkis andringitrana
Cynorkis andringitrana är en orkidéart som beskrevs av Rudolf Schlechter. Cynorkis andringitrana ingår i släktet Cynorkis, och familjen orkidéer. Inga underarter finns listade i Catalogue of Life.